# Apocalyptic Rider
Apocalíptic Rider és una pintura creada per Nabil Kanso el 1980. És oli sobre tela de 7 X 9 peus (2 X 2,65 metres), i és part d'una sèrie que representa el semen de cavall en composicions que tracten de temes apocalíptics.
La pintura representa una escena en què apareix un cavall que va cap endavant entre dos cavalls juxtaposats horitzontalment. El "genet", que representa simbòlicament un cavall de l'Apocalipsi, es mou cap a una figura que cau prop d'una mare sostenint un fill. La composició de la imatge se centra en la imatge formada pel genet i els cavalls en el pla central. La seva àrea, que ocupa gran part de l'espai pictòric, sembla enllaçar el fons i el primer pla, i reforçar la tibant atmosfera generada pel subjecte i la representació de capes denses de pintura aplicades amb pinzellades àmplies en tota la superfície. El to reflecteix un contrast de blau negre contra vermell.Alguns crítics d'art van interpretar el treball com una metàfora de les guerres a Centreamèrica i Orient Mitjà. Altres suggereixen que la concepció compositiva de les figures, colors, símbols i textures fa un sentit d'amenaça imminent que subratlla el tema representat.